# Cantó de Las Salas de Curanh
El cantó de Las Salas de Curanh és un cantó francès del departament de l'Avairon, situat al districte de Millau. Té 4 municipis i el cap cantonal és Las Salas de Curanh.

## Municipis
- Alrança
- Las Salas de Curanh
- Vilafranca de Panat
- Curanh

## Història
| Data d'elecció                           | Identitat         | Partit        | Qualitat |
| ---------------------------------------- | ----------------- | ------------- | -------- |
| 1988-2008                                | Pierre Raynal     | DL            |          |
| 2008-                                    | Jean-Louis Grimal | divers droite |          |
| les dades anteriors no són pas conegudes |                   |               |          |
|                                          |                   |               |          |

## Demografia
| 1962  | 1968  | 1975  | 1982  | 1990  | 1999  | 2006  |
| ----- | ----- | ----- | ----- | ----- | ----- | ----- |
| 3.257 | 3.477 | 3.255 | 3.263 | 2.813 | 2.569 | 2.513 |